# Saikaku Ihara
Saikaku Ihara (jap. 井原 西鶴 Ihara Saikaku; ur. 1642, zm. 9 września 1693) – japoński pisarz i poeta.

## Życie i twórczość
Prawdziwe imię i nazwisko Ihary to Tōgo Hirayama (jap. 平山 藤五 Hirayama Tōgo). Pochodził z rodziny kupieckiej z Osaki. Zbierał historyjki, anegdoty i plotki. Napisał liczne opowiadania i powieści z życia wojowników, mieszczan, aktorów, homoseksualistów, kurtyzan i ubogich ludzi.
Ihara jest jednym z najwybitniejszych pisarzy czasów nowożytnych. Wysoką ocenę zawdzięcza doskonałej formie stylistycznej i kompozycyjnej swoich utworów odzwierciedlających aspiracje, ideały, a także społeczne i kulturowe warunki życia nowego stanu mieszczańskiego. Jego twórczość przypomina europejską powieść pikarejską, w której dramatyczne przeżycia przedstawione z dystansu stają się zwykłymi zdarzeniami w życiu przyrody i ludzi. Autor może być porównywany do Daniela Defoe, Boccaccia i Rabelais’go. Charakteryzuje go oszczędność środków, wartki tok, cięty dowcip i gwałtowne przejścia od spraw poważnych do komicznych.
Powieściopisarze japońscy XIX i XX wieku wydobyli go z zapomnienia, w które popadł po śmierci.

## Wybrane utwory
- Wielka liczba strof (Ōkukazu, 1677) – zbiór haikai
- Życie miłosne pewnego mężczyzny (Kōshoku ichidai otoko, 1682) – powieść
- Wieczysty skarbiec Japonii (Nippon eitaigura, 1688) – powieść
- Pięć kobiet, które żyły dla miłości (Kōshoku gonin onna, 1686) – powieść
- Kobieta, która żyła dla miłości (Kōshoku ichidai onna, 1686)
Jest to opowieść w formie monologu, będąca czymś w rodzaju wyznania skruchy. Bohaterka, pochodząca z arystokracji, zawiedziona miłością do młodzieńca z niższych sfer, po śmierci kochanka wychodzi za mąż za starca. Szybko owdowiawszy, pozwala dojść do głosu swej lubieżnej naturze. Najpierw zostaje konkubiną pewnego mężczyzny, który ją porzuca, następnie trafia na drogę prostytucji, przechodzi przez wszystkie szczeble tej profesji. Odsłania najbardziej skrywane tajemnice miejskiego i kupieckiego społeczeństwa japońskiego XVII wieku. Książka została wydana w Polsce pt.: „Żywot kobiety swawolnej”.
- Opowiadania z prowincji (1685) – zbiór historyjek, anegdot i plotek
- Obrachunki człowieka (Seken mune zan’yō, 1692) – cykl opowiadań

## Tłumaczenia na język polski
- Ibara [sic] Saikaku: Dwa opowiadania noworoczne. Tłum. Aleksander Janta-Połczyński. Poznań: Rolnicza Drukarnia i Księgarnia Nakładowa, 1939. Brak numerów stron w książce
- Ihara Saikaku: Obowiązki wojownika. Tłum. Marek Mydel. Bydgoszcz: Diamond Books, 2006, seria: Kokoro, 7. ISBN 83-89332-21-3. Brak numerów stron w książce
- Ihara Saikaku: Żywot kobiety swawolnej. Tłum. Iwona Kordzińska-Nawrocka. Warszawa: Wydawnictwa Uniwersytetu Warszawskiego, 2011. ISBN 978-83-235-0764-2. Brak numerów stron w książce
- Ihara Saikaku: Przypadki miłosne pięciu kobiet. Tłum. Katarzyna Sonnenberg. Kraków: Wydawnictwo Uniwersytetu Jagiellońskiego, 2016, seria: Ex Oriente. ISBN 978-83-233-4101-7. Brak numerów stron w książce